# 北朝鮮実録
北朝鮮実録（きたちょうせんじつろく、朝鮮語: 북조선실록）は、1945年8月15日からソ連による信託統治下の北朝鮮及び朝鮮民主主義人民共和国で起きたことに関する資料をまとめた編年体史料集。直接収集した朝鮮労働党中央委員会機関紙の『労働新聞』や北朝鮮の雑誌などを選別し、海外の資料を翻訳して、当時を生きた人民の痕跡と破片を集めた。また、資料の信頼性を判断して選別し、場合に応じて解説と脚注を付けて総合的な理解ができるようにした。編集長は、大韓民国の慶南大学極東問題研究所の金光雲（キム・グァンウン）招聘碩座教授。

## 概要
『北朝鮮実録』は、世界から収集された『労働新聞』、『朝鮮人民軍』、『平壌新聞』、『労働者』等の主要機関紙、分野別雑誌、中華人民共和国の『人民日報』、ソ連の『プラウダ』等の海外定期刊行物、外交文書・日誌等、その他外国生産資料などを幅広く掲載している。北朝鮮当局が早くから文書を統制・歪曲してきたため、北朝鮮史・北朝鮮学研究者が資料を探すこと自体に大きな困難があった。これに深みのある北朝鮮研究に必要な一次史料の体系的整理が求められる状況で、2018年初めて写真・解説・年表・脚注などが含まれ、結字・誤りを正した該当史料集が刊行され、学界内外の注目を集めた。『北朝鮮実録』は金光雲国史編纂委員会編史研究官兼北韓大学院大学校デジタル資料センター長が企画・史料選別・脚注編集・執行総括したもので、過去30年余り世界から収集した北朝鮮関連史料を選別・解説して掲載した。金光雲は1945年8月15日から故金日成の死去時期である1994年7月8日まで、年・月・日の編年体史料集の形式を取り、巻別分量は760ページ前後とした。今後の作業量は計1000冊と予想される。

## 分冊
2018年は1945年8月15日~1949年6月30日（1冊~30冊）まで計30冊を刊行した。
2019年は1949年7月1日~1950年6月30日(31冊~43冊)、1953年7月1日~1954年4月8日(98冊~114冊)まで計30冊を刊行した。
2020年は1950年7月1日~1950年12月31日(44冊~53冊)、1954年4月9日~1954年9月23日(115冊~124冊)まで計20冊を刊行した。
2021年は1951年1月1日~1951年6月25日(54冊~63冊)、1951年6月26日~1951年12月17日(64冊~73冊)まで計20冊を刊行した。